# Hartmuth Baldamus

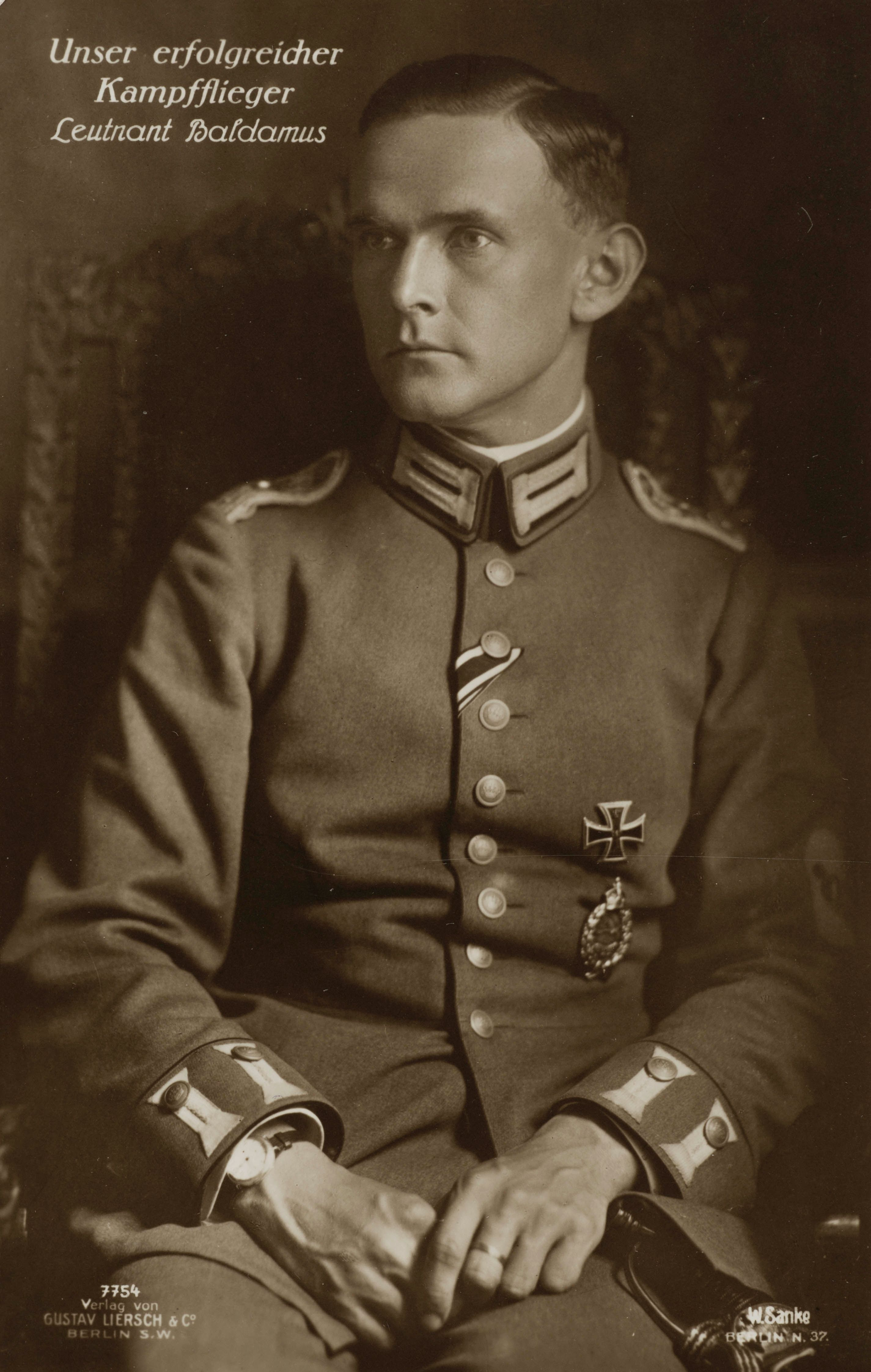

Hartmuth Rudolph Günther Baldamus (* 10. August 1891 in Dresden; † 14. April 1917 nördlich von Sainte-Marie-à-Py) war ein sächsischer Offizier und Jagdflieger im Ersten Weltkrieg.

## Leben
Hartmuth war der Sohn des Kaufmanns und Handelsrichters Hugo Rudolph Baldamus. Seine Mutter verstarb 1925.
Baldamus besuchte in seiner Jugend zunächst die Kreuzschule und erwarb 1911 am Königlichen Gymnasium in der Dresdner Neustadt sein Abitur. Anschließend arbeitete er bei den Dresdner Eisenbahnwerkstätten. Sein darauffolgendes Studium in Maschinentechnik absolvierte Baldamus in Dresden, Kiel und München. Als im Sommer 1914 der Erste Weltkrieg auszubrechen drohte, ließ er sich von der Technischen Hochschule Dresden beurlauben und ging nach Johannisthal, um dort eine Pilotenausbildung zu erhalten. Ab Oktober 1915 flog er dann Einsitzer-Jagdmaschinen an der Westfront; allerdings längere Zeit ohne Abschüsse zu erzielen. Am 15. März 1916 errang Baldamus seinen ersten Luftsieg. Ab November des gleichen Jahres stiegen seine Abschusszahlen bei der Jagdstaffel 9 bis auf 18 Luftsiege an. Aufgrund der Flugtechnik, seine Gegner wie ein Insekt zu umkreisen, erhielt er den Spitznamen Wespe. Bei seinem letzten Einsatz am 14. April 1917 stieß er mit einem Gegner zusammen und kam dabei ums Leben.
Die Beisetzung erfolgte auf dem Tolkewitzer Friedhof in Dresden.